# Roderer Verlag
Der Roderer Verlag, auch S. Roderer Verlag ist ein deutscher Wissenschaftsverlag mit Sitz in Regensburg.
Der im Regensburger Kasernenviertel beheimatete und familiengeführte Verlag wurde am 24. Juni 1983 von Rainer Welz gegründet und wird in zweiter Generation geführt. Insgesamt erschienen beim Verlag bisher (Stand: 2017) mehr als 2.000 Bücher, vorwiegend wissenschaftliche Fachbücher, Schriftenreihen, Dissertationen und Lehrbücher.
Das Verlagsprogramm beinhaltet die Fachbereiche Biographie/Genealogie, Geschichtswissenschaften/Politik, Gesundheitswissenschaften, Pädagogik, Psychologie, Medizin, Rechtswissenschaften, Sozialwissenschaften, Geisteswissenschaften, Wirtschaftswissenschaften und Schulmaterialien. Darüber hinaus werden auch ausgewählte Lyrik, Essays und Dramatik veröffentlicht.
Zu den Autoren, die im Roderer Verlag veröffentlicht wurden, zählen Thomas Bauer, David Berger, Marcel Bohnert, Peter Boehringer, Rainer Maria Bösel, Sigmund Bonk, Johann Braun, Gerdt Fehrle, Werner Felber, Winfried Hacker, Eberhard Hamer, Manfred Hassebrauck, Heinrich Hora, Hans-Ludwig, Manfred Krüger, Helmut Lukesch, Uwe Meixner, Franz Neubauer, Hans-Rudolf Neumann, Roxana Nubert, Sigrid Pawelke, Thomas Rauscher, Hans Rost, Uwe Staroske, Wolfgang Weber, Tom Wolf, Thomas Wünsch und Jürgen Zulley.
Im Verlag erscheinen auch andere Publikationen, beispielsweise die Zeitschrift Suizidprophylaxe der Deutschen Gesellschaft für Suizidprävention (DGS) und die Schriftenreihe Philosophie interdisziplinär der Kueser Akademie für Europäische Geistesgeschichte.